# Aristides Milton da Silveira
Aristides Milton da Silveira (6 de maio de 1894, Cachoeira - 1 de agosto de 1969, Salvador) foi um engenheiro, professor e político baiano. Formou-se em Engenharia pela Escola Politécnica da Bahia, em 1919.

## Atividades profissionais
Chefe da construção da Estrada de Ferro de Nazaré-BA; diretor de Obras e Jardim da Prefeitura de Salvador; diretor do Patrimônio Municipal de Salvador; professor de Geofísica e Cosmografia no Ginásio da Bahia.

## Mandatos eletivos
Filiado ao PSD, foi nomeado prefeito de Salvador, entre maio de 1945 a novembro de 1945. 3º Suplente de deputado federal, 1946, assumiu o mandato em 15 de agosto de 1946, tendo sido deputado federal constituinte em 1946. Suplente de deputado estadual pelo Partido Social Democrático - PSD, 1955-1959, assumiu o mandato por diversos períodos, efetivou-se em janeiro de 1959. Na Assembléia Legislativa, foi suplente da Comissão de Serviço Público (1957-1958).
Foi homenageado com seu nome em uma rua em Itapuã, Salvador.

## Vida familiar
Foi casado com a sra. Elvira de Sá Milton da Silveira, com quem teve três filhos: o médico e professor da Faculdade de Medicina da UFBA, Geraldo de Sá Milton da Silveira, o auditor fiscal Gilberto de Sá Milton da Silveira, e o dentista e professor da Faculdade de Odontologia da UFBA, Dilson de Sá Milton da Silveira.